# Oude duinen
Oude duinen is de naam voor een generatie duinen in Noordwest-Europa. De term 'oude' verwijst naar de ontstaansperiode in vergelijking tot de jonge duinen.

## Ontstaan
De oude duinen zijn ontstaan in de eerste transgressieperiode in het Holoceen. Aan de kust werden strandwallen gevormd. Als die wallen langere tijd droog bleven werd het zand door de wind opgewaaid tot duinen. Deze duinen konden tot 15 meter hoog worden. Op een aantal plaatsen zijn de oude duinen door de zee weggeslagen of kwamen ze meer landinwaarts achter nieuwe duinenrijen te liggen. Op plaatsen waar de jonge duinenrij dik en hoog genoeg is, zijn de oude duinen vaak afgegraven voor landbouw of bewoning.